# Galáxia Anã de Pictoris I
A Galáxia Anã de Pictoris I é uma galáxia satélite da Via Láctea e faz parte do Grupo Local. Foi descoberta no ano de 2015, através dos dados obtidos pelo The Dark Energy Survey. Encontra-se na constelação de Pictor, localizada a 115 kpc da Terra. É classificada como uma provável galáxia anã esferoidal (dSph) o que significa que ela tem uma forma aproximadamente arredondada.